# Copero
Copero era un oficial o encargado de alto rango en las cortes reales, cuya tarea era servir las bebidas en la mesa. A causa del temor constante a las conspiraciones e intrigas, esta persona debía ser considerada totalmente digna de confianza para poder mantener su posición. Debía proteger la copa del rey ante el riesgo de envenenamientos, por lo que se requería, a veces, probar un poco de vino antes de servirlo. 
Sus relaciones de confianza con el rey, a menudo les granjeaba una posición de gran influencia y era muy valorada, por lo que fueron pocos los elegidos a lo largo de la historia. Los requisitos para obtener el trabajo no se llevaban a cabo a la ligera, valorándose y apreciando además de su porte, su modestia, laboriosidad y coraje.
Se encuentran coperos en la mitología y la religión, donde los dioses a veces tenían alguno.

## Coperos en la Biblia
En la Biblia son mencionados varias veces. Este oficio es mencionado por primera vez en el Génesis, donde la palabra hebrea es traducida, a veces, no sólo como "copero", sino también como "escanciador" o "mayordomo". La frase: El faraón se enojó contra sus dos cortesanos, el "jefe de los coperos" y... concuerda con el hecho de que podían existir varios coperos bajo el mando de un jefe. Más adelante, Nehemías llegó a ser copero de Artajerjes I, rey de Persia. Su posición puso su vida en riesgo todos los días pero le dio autoridad y un salario importante. Artajerjes le tuvo en gran estima. Su capacidad financiera indicaría que esta ocupación era muy lucrativa.
Se mencionan además en el Libro Primero de los Reyes 10:5 y en el Libro Segundo de las Crónicas 9:4 donde, entre otras evidencias del esplendor real, se indica haber impresionado a la reina de Saba con la gloria de Salomón.
Pero en otros casos (Libro de Isaías 36:2): Y el rey de Asiria envió al "Rabshakeh" de Laquis a Jerusalén... donde el título de "Rabshakeh", que una vez se pensó que significaba "jefe de los coperos", se da ahora una traducción diferente como "jefe de oficiales" o "príncipes" (BDB debajo de la palabra). 
Behemot, citado en el Libro de Job, bestia o demonio de los instintos, los placeres de la mesa y el vientre, es el Gran Copero de los infiernos.

## Coperos en la antigüedad
Hacia 721 a. C., en la corte de los reyes asirios, el jefe de los coperos o Gran Copero (rab shaqé) era el encargado de presentar la copa real en las ceremonias oficiales.
Los reyes macedonios, incluido Alejandro Magno, estaban rodeados de coperos. Esta función estaba reservada a los hijos de la nobleza. El copero macedonio más famoso fue Yolas, hijo de Antípatro, al que un rumor acusaba del envenenamiento de Alejandro.

## Coperos en la mitología griega y romana

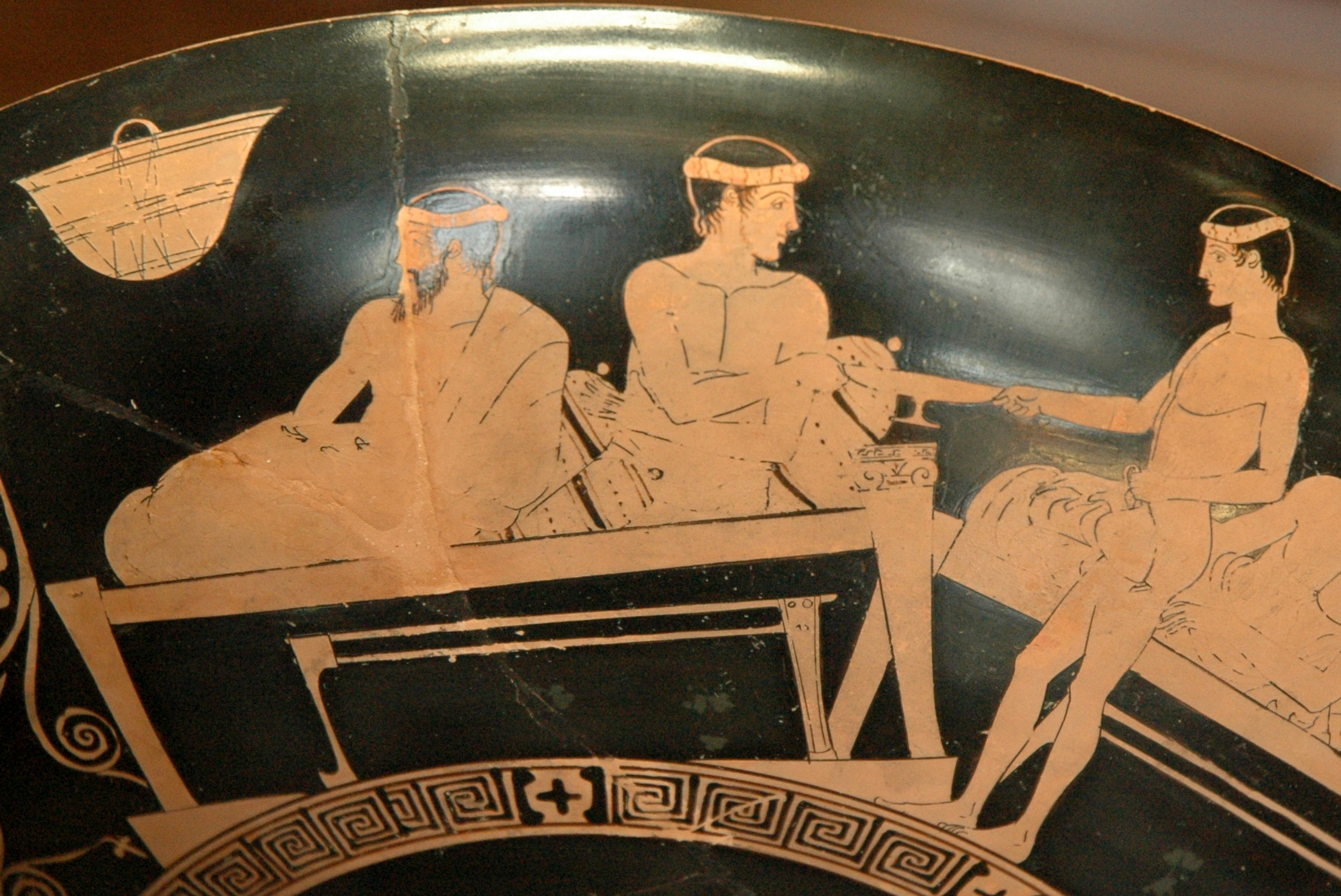
Copero sirviendo vino en un banquete. Lleva un enócoe en su mano derecha y un kilix en su izquierda. Representado en un kilix ático c. 460-450 a. C.

En la mitología griega, Hebe, diosa de la juventud, fue la copera original de los dioses griegos del monte Olimpo sirviéndoles néctar y ambrosía. Hebe es hija de Zeus y Hera y de ella, Homero en su Ilíada dice así:
"Los dioses se sentaron cerca de Zeus en el consejo, sobre un suelo de oro. Gentilmente, Hebe les servía néctar, y con las tazas de oro, brindaron unos con otros, mirando hacia abajo, hacia la fortaleza de Ilion." (Homero, Ilíada 5.1-5) 
El papel de Hebe como copero terminó cuando se casó con Heracles, el héroe de guerra que se unió a ella y formó una familia. Entonces, fue sustituida por Ganímedes, el apuesto príncipe y mortal héroe. Ganímedes era hijo de Tros de Dardania y se convirtió en el erómeno de Zeus después de que se enamorase de él y se lo llevase lejos de su padre. Esta posición tenía gran demanda, al igual que la de copero. Se esperaba que se rigiera por los principios de la automaestría y el dominio de sí mismo. En El banquete de Platón, se describe a los eromenoi como los "mejores" muchachos. Según la Ilíada, Zeus envió a Hermes para tranquilizar a Tros de que Ganímedes fuera inmortal y así sería copero de los dioses, "una posición de mucha distinción".
Algunas tradiciones dicen que Pélope fue secuestrado por Poseidón, que le hizo su copero. 
Los dioses romanos, en algunos casos tan estrechamente relacionados con la mitología griega, tienen su equivalente a Hebe en la diosa de la juventud, Juventas.

## Coperos en la Edad Media
Los emperadores de Constantinopla continuaron con esta práctica, heredada a la vez de las monarquías del Próximo Oriente Antiguo, las monarquías helenísticas y del Imperio Romano.
El rey de Bohemia estaba asignado como Arco-Copero del Sacro Imperio Romano. Sus funciones se realizaron únicamente en ocasiones muy especiales. Otras veces, era el conde de Althann quien servía de copero para el Emperador. 
En Europa, los reyes, príncipes y gran nobleza tenían sus propios coperos mayor o "mayordomos" -buticularius-  (en un principio, también encargados de los aprovisionamientos) y toneleros (responsable del mantenimiento de las barricas y toneles o almudes). 

### Coperos en la España visigoda
Durante el reino visigodo en España existía un cargo palatino llamado COMES SCANCIORUM, o "conde de los escanciadores". Escanciar es la acción de decantar una bebida en una copa y, por extensión, escanciador es el individuo que efectúa la acción. Existía una cuadrilla de escanciadores, como en otras cortes, para que se titulase a uno de los oficiales palatinos como conde sobre ellos. Su deber era comprar, guardar y escanciar el vino del rey y sus huéspedes. En Francia el Grand Échanson cumplía igual función.

### Coperos en Francia
En Francia, desde el siglo X, los cargos de copero y de "mayordomo" (bouteiller) comienzan a ser distintos. En la corte francesa, el copero era directamente responsable de la compra de los vinos y su distribución a las personas en el entorno cortesano, mientras que el mayordomo era el responsable de la gestión de los viñedos reales. Había por lo general varios coperos. 
En el siglo XIV, el copero principal en Francia llevaba el título de "Gran Copero de Francia" (Grand Échanson de France). En el XVI, la dignidad de copero fue decayendo y perdió la mayor parte de atribuciones y privilegios, llegando a la Revolución francesa, cuando se suprimió definitivamente este cargo, quedando solamente como título honorífico.

## Copero en la Casa Pontificia
En la antigua Familia Pontificia, dentro de la Noble Antecámara Secreta y entre los Camareros Secretos Participantes, se encontraba el puesto de Copero ("Pincerna"), que escanciaba el vino al Papa y le tenía la palmatoria en las funciones a las que asistía.

## Coperos históricos
- Sargón de Acad era copero del rey de Kish, en Mesopotamia.
- Sakas fue copero en la corte de Astiages, el último rey de los medos.
- Nehemías era el copero de Artajerjes I, rey de Persia.
- Benito de Aniane y Gambrinus fueron, según la leyenda, coperos de Carlomagno.
- Roger d'Ivry fue el copero de Guillermo el Conquistador.
- Miecław (? -1047) era copero de Miecislao II Lampert, rey de Polonia.
- Geoffrey Coquatrix, rico e importante burgués de París, era el copero del rey Felipe IV de Francia.
- Charles Fleetwood era el copero de los reyes Jacobo I de Inglaterra y Carlos I de Inglaterra.